# LAX彩色隧道

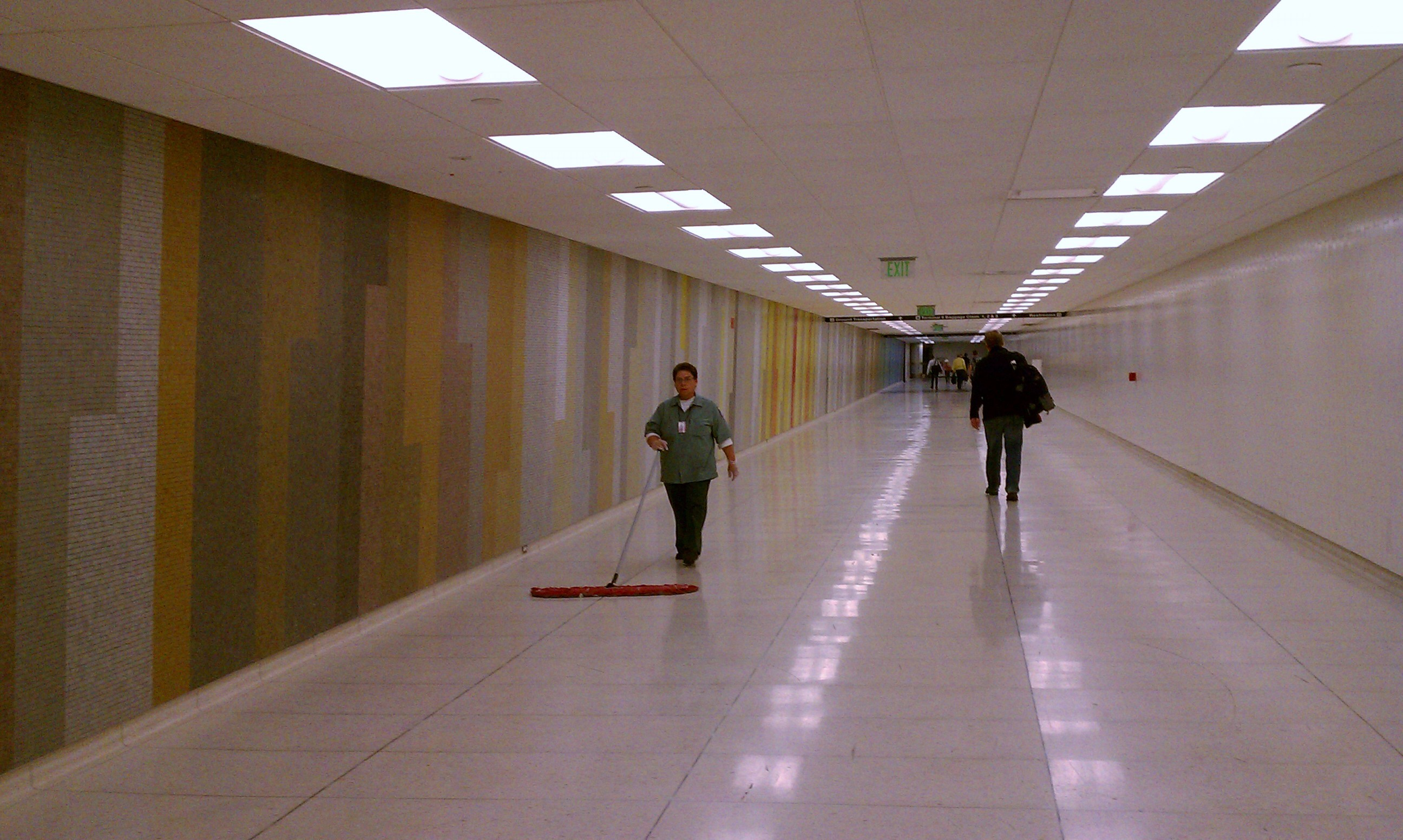
六号航站楼下的隧道

LAX彩色隧道（英語：LAX color tunnels）是一个术语，特指洛杉矶国际机场于1961年铺装马赛克装饰的部分隧道。工程中合计建造了七条隧道，其中三条目前仍向公众开放。
建筑公司佩雷拉＆勒克曼于1950年代设计该项目，以尽可能缩短长达300—500-英尺（91—152米）的隧道距离。工程由该公司的室内设计负责人查尔斯·D·克拉特卡监督，设计师为珍妮特·贝内特（当时是其团队中的一名年轻艺术家）。瓷砖由旧金山拜占庭马赛克公司的阿方索·帕迪纳斯制作。

## 隧道
机场合计建成了七条彩色隧道。截至2023年，下述三条向公众开放：
- 连接四号航站楼圆厅和行李提取处的隧道（配备移动式人行道，绰号 “Astrowalk”）。
- 连接五号航站楼圆厅和行李提取处的隧道
- 连接六号航站楼圆厅和行李提取处的隧道[11]

作为航站楼重建项目的一部分，连接三号航站楼圆厅和行李提取处的隧道自2020年起关闭。洛杉矶国际机场管理人员表示，隧道及其马赛克装饰将作为项目的一部分予以保留。
连接二号航站楼及其行李提取区的彩色隧道被拆除以建造海关边防设施保障国际到达旅客。但同样设有海关边防的七号航站楼仍保留马赛克隧道，惟该隧道仅用于保障该航站楼和七号航站楼的国际旅客（两者间有一条隧道相连，仅供后者的国际旅客使用）。
除却彩色隧道，四至七号航站楼还通过圆厅之间的小型隧道相连。四至六号航站楼之间的隧道目前向航站楼之间的旅客开放。六、七号航站楼之间的隧道现为“无菌隧道”，将六号航站楼的国际到达旅客引导至七号航站楼下的海关边防设施。

## 影响
走廊的瓷砖马赛克墙面曾出现在多部电影和电视节目中，有时是象征性的漏斗或边缘空间。该设施曾出现在《杰基·布朗》、《飞机！》和《狂人》等短片中。2013年，俄勒冈州波特兰市的The Athletic公司创作了色块瓷砖马赛克壁画 “LAX Airport Socks”。